# محمد أباد أفخم الدولة
محمد أباد أفخم‌ الدولة هي قرية في مقاطعة نظر أباد، إيران. عدد سكان هذه القرية هو 856 في سنة 2006.